# جامعة لوكسمبورغ
جامعة لوكسمبورغ هي الجامعة الوحيدة في لوكسمبورغ. تأسست في 13 آب سنة 2003. قبل ذلك، كان هناك العديد من مؤسسات التعليم العالي الجامعي التي كانت تعرض مدة سنة أو سنتين من الدراسة الأكاديمية. بعد ذلك كان الطلاب اللوكسمبرجيين مضطرين للذهاب إلى الخارج من أجل إكمال دراستهم في إحدى الجامعات (عادة إلى بلجيكا وفرنسا وألمانيا والنمسا والمملكة المتحدة). جعلت الجامعة الجديدة من الممكن لهؤلاء الطلاب إكمال دراستهم في بلادهم، وكذلك جذب واهتمام أكاديمي للطلاب الأجانب للدراسة إلى لوكسمبورغ.
حرم ليمبرتسبرغ يحوي كلية الاقتصاد والقانون وأجزاء من كلية العلوم والتكنولوجيا والاتصالات، فضلا عن وحدة الإدارة المركزية للجامعة.
حرم كيرشبرغ يحوي أجزاء أخرى من كلية العلوم والتكنولوجيا والاتصالات.
حرم والفيردنغ يحوي كلية اللغة والأدب الفنون والعلوم الإنسانية والتربية والتعليم.
مثل لوكسمبورغ نفسها، تتميز الدراسة في جامعة لوكسمبورغ في التعددية اللغوية الخاصة بهذا البلد. وعادة ما تلقن الدروس في لغتين اثنتين وهما الفرنسية والإنجليزية أو الفرنسية والألمانية أو الإنجليزية والألمانية.

## وصلات خارجية
- الموقع الرسمي
- Master in Entrepreneurship and Innovation
- Master في علوم الحاسوب والمعلومات
- Student community نسخة محفوظة 21 فبراير 2007 على موقع واي باك مشين.
- مدرسة لوكسمبرغ للمال نسخة محفوظة 28 أبريل 2020 على موقع واي باك مشين.